# ウィリアム・エッティ (画家)
ウィリアム・エッティ（エティ、英: William Etty RA、1787年3月10日 - 1849年11月13日）は、ヌードを含む歴史画で最もよく知られているイギリスの画家。彼は、1787年3月10日にヨークで生まれた。マシューとエスター・エッティの7人目の子供だった。若いウィリアムは、父親の店の木の床にチョークで描き、幼い頃から芸術的な才能を見せた。

## 略歴
はじめ、画家であった叔父から絵画の訓練を受けた後、1807年から王立美術院（ロイヤル・アカデミー・オブ・アーツ）の美術学校でジョン・フラクスマン（John Flaxman:1755–1826) などに学んだ。トーマス・ローレンスの影響を受けた。画家として知られようになった1816年にイタリアを旅した。
1821年にシェークスピアの史劇『アントニーとクレオパトラ』に題材を取った、絵画を美術院に出展して画家としての名声は定まった。古典的な主題を扱った作品を描き、その評価は国外でも高まり1822年から1824年の間、パリ、ローマ、フレンチェ、ヴェネツィアで展覧会を開いた。ルーヴル美術館、ウフィツィ美術館などの有名な美術館でも展欄会を開いた。
1828年12月に王立美術院の正会員に選ばれた。
1830年に再びパリを訪れるが、フランス7月革命のために、すぐにイギリスに戻らなければならなかった。その後の10年間は歴史画を描き、美術院で学生たちを教えてる事もした。1840年にオランダを訪れ、ピーテル・パウル・ルーベンスの作品を研究した。1843年にパリをまた訪れ、描こうとしていたジャンヌ・ダルクの絵のための材料を集めた。

1848年に故郷のヨークに戻り、その後はヨークで過ごした。

## 作品

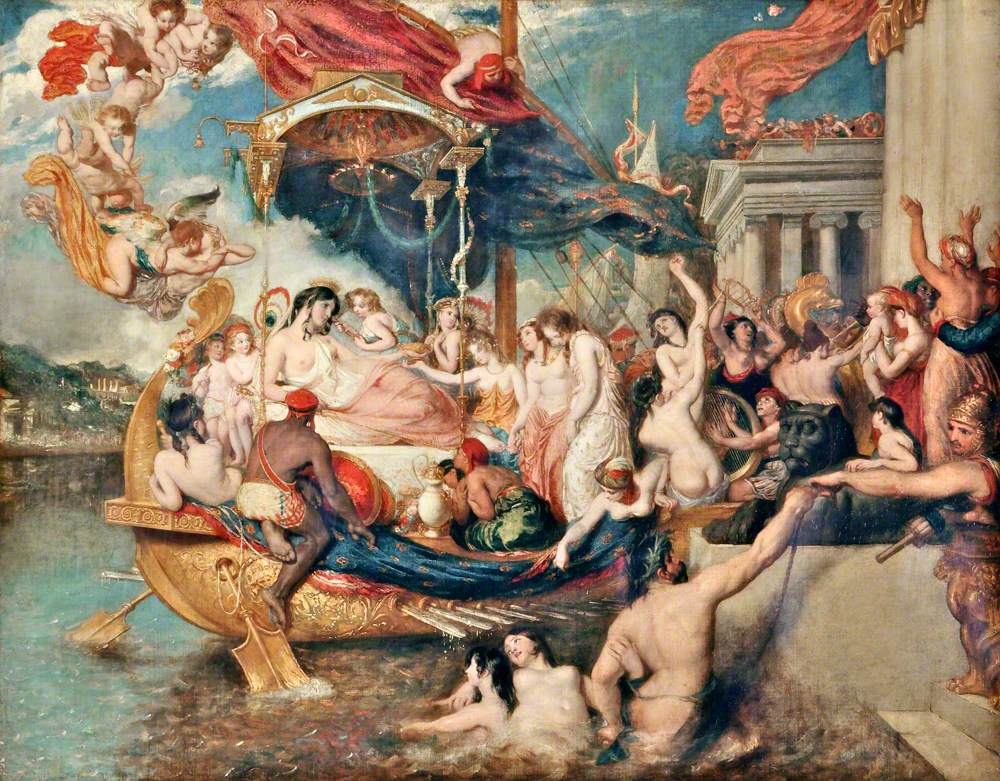
「クレオパトラの勝利」(1821)
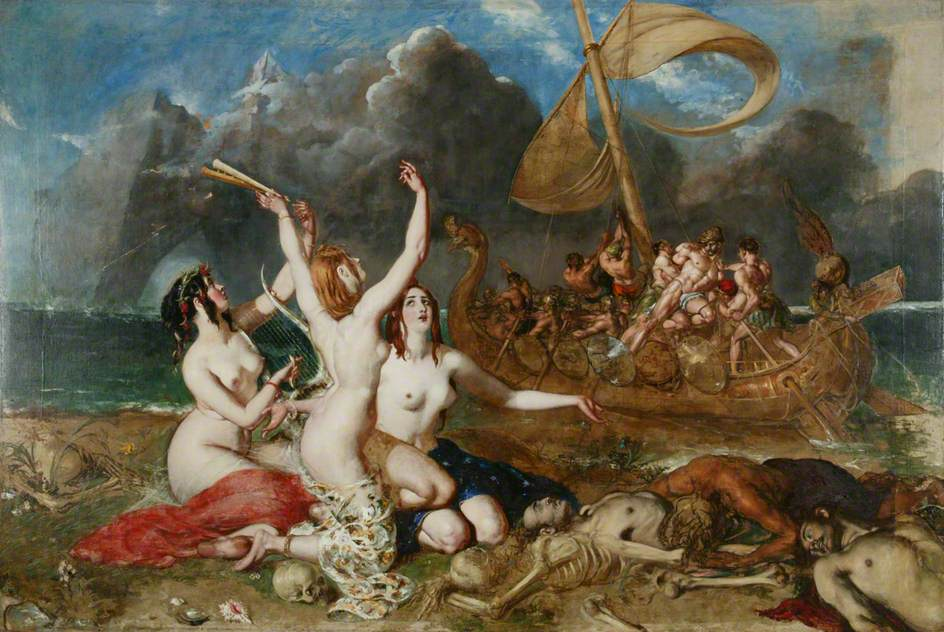
『セイレーンたちとユリシーズ』(1837)
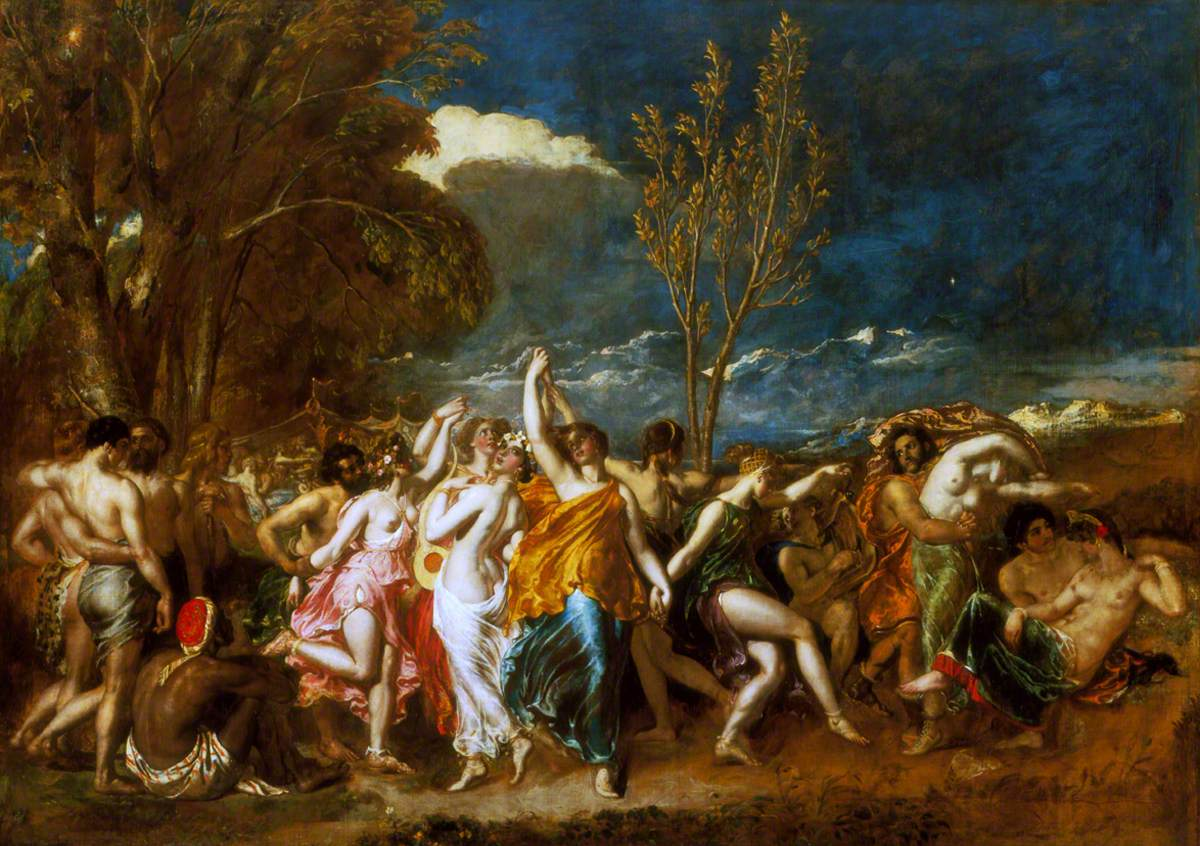
The World Before the Flood

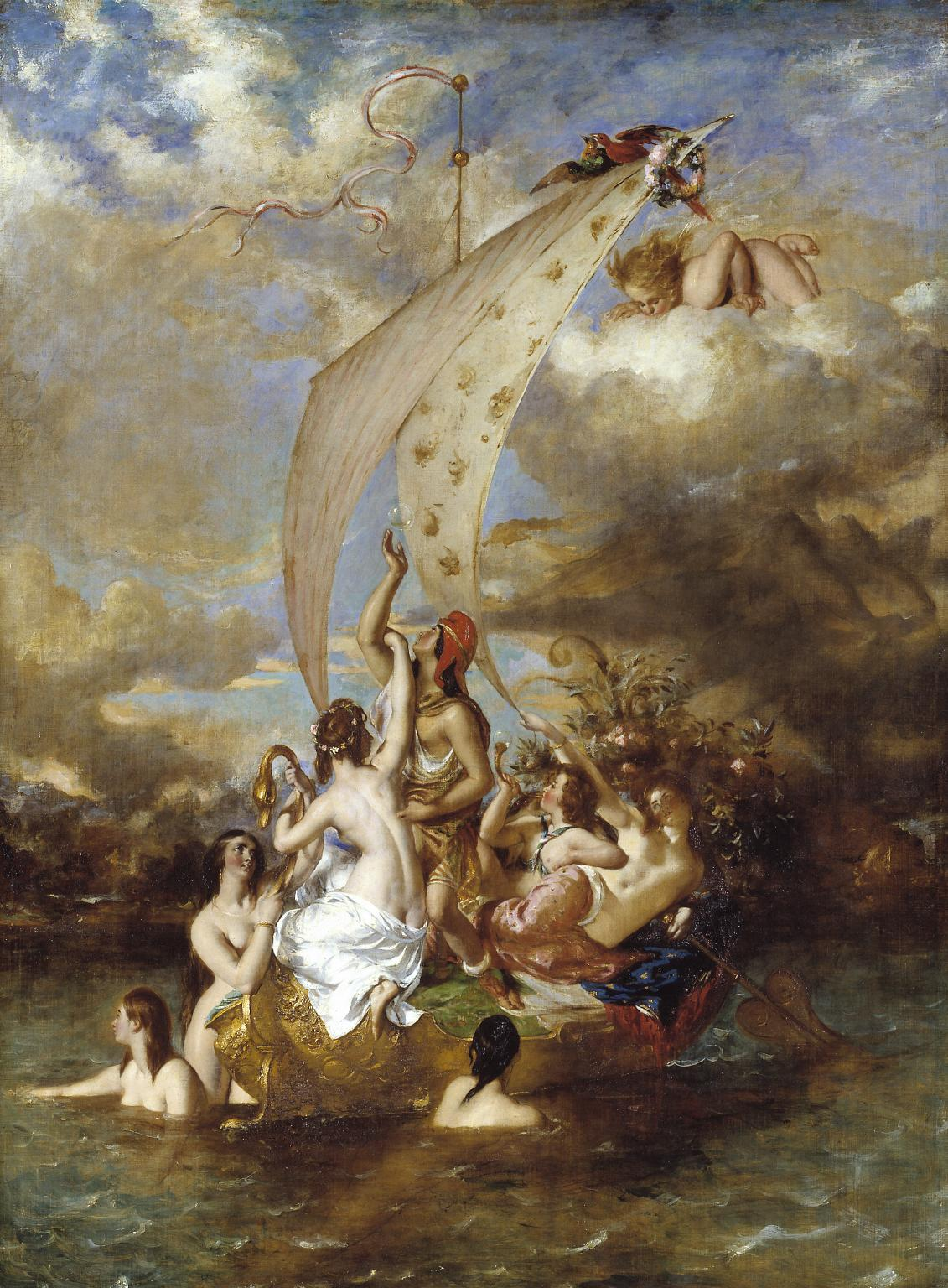
Youth on the Prow, and Pleasure at the Helm
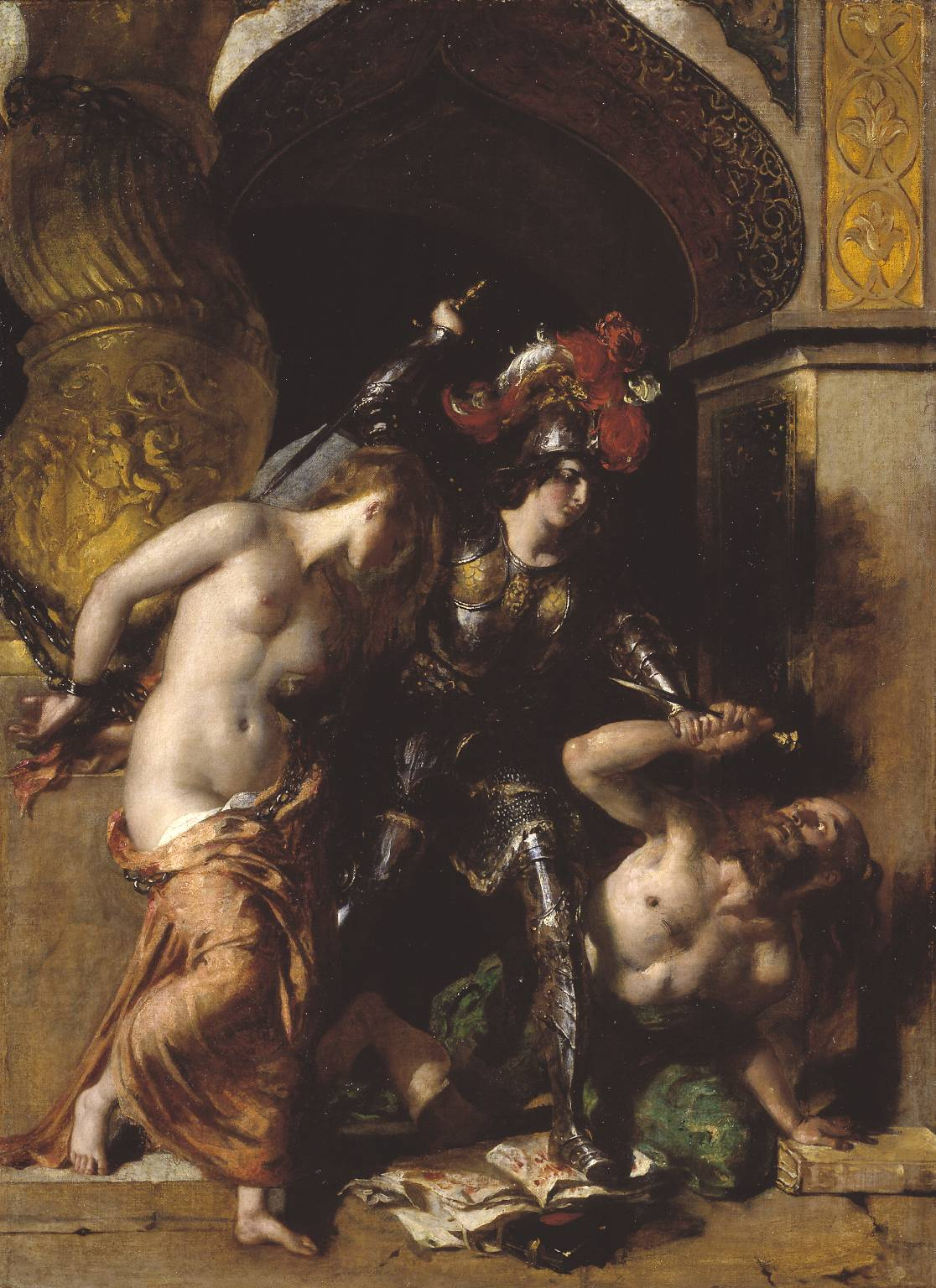
Britomart Redeems Faire Amoret
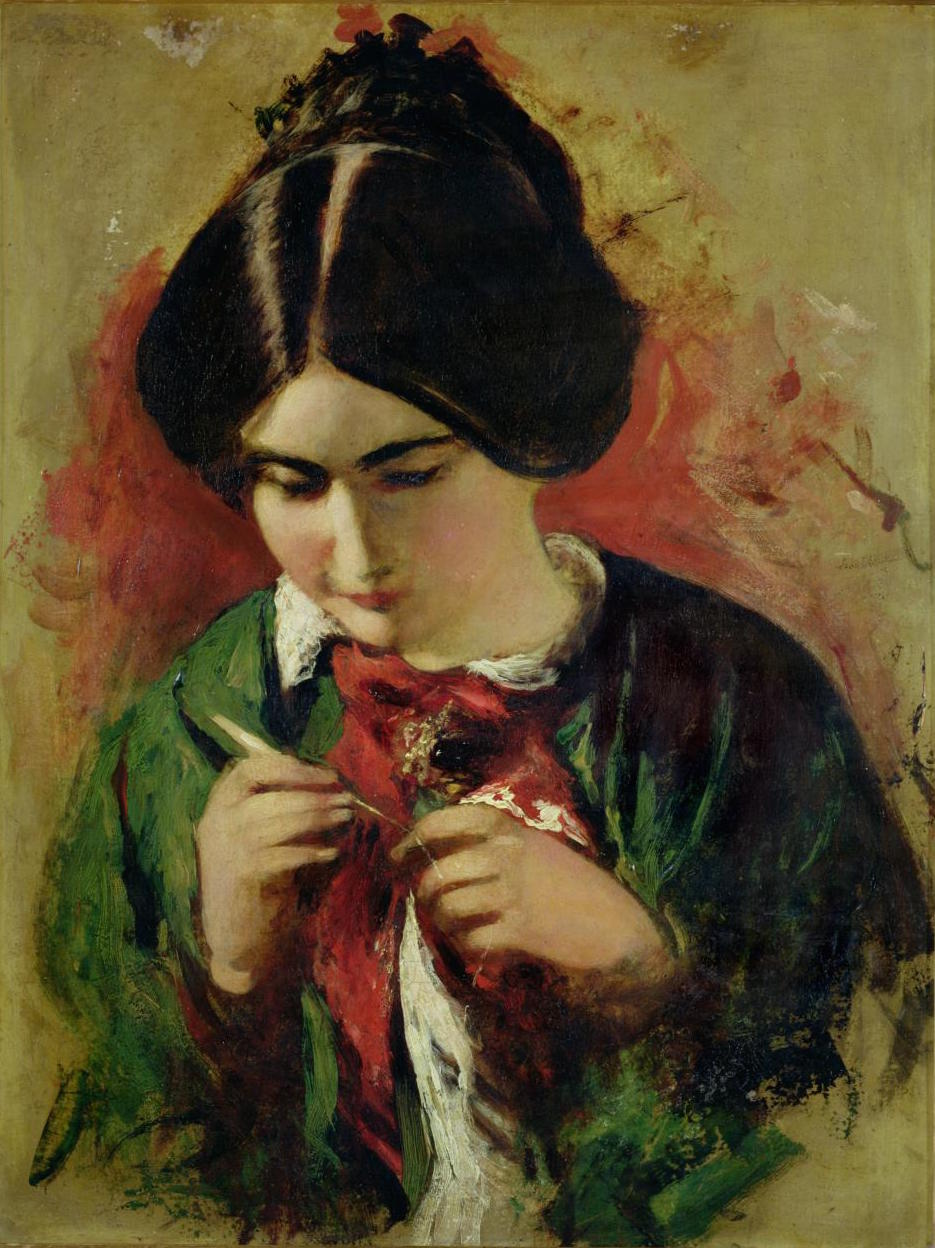
Crochet-Worker(1848)
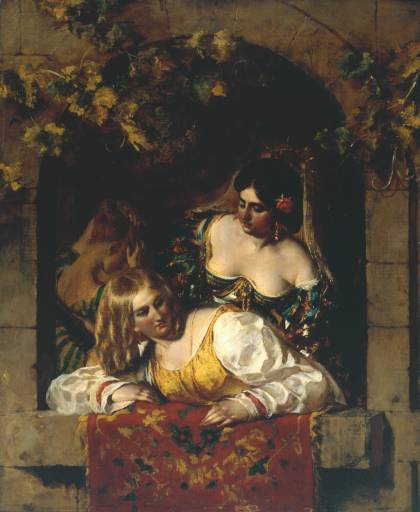
Venice (1831)